# Superliga 2011/12 (Spanien)
Die Saison 2011/12 war die 38. Spielzeit der Superliga, der höchsten spanischen Eishockeyspielklasse. Meister wurde zum elften Mal in der Vereinsgeschichte der CH Jaca.

## Hauptrunde

### Modus
In der Hauptrunde absolvierte jede der sechs Mannschaften insgesamt 20 Spiele. Die vier bestplatzierten Mannschaften qualifizierten sich für die Playoffs, in denen der Meister ausgespielt wurde. Ein Sieg in der regulären Spielzeit brachte einer Mannschaft 3 Punkte. Ein Sieg und eine Niederlage nach Verlängerung wurde mit 2 bzw. 1 Punkt vergütet. Für eine Niederlage in regulärer Spielzeit gab es keine Punkte.

### Tabelle
|    | Klub           | Sp | S  | OTS | OTN | N  | Tore   | Punkte |
| -- | -------------- | -- | -- | --- | --- | -- | ------ | ------ |
| 1. | CH Jaca        | 20 | 17 | 1   | 0   | 2  | 134:71 | 53     |
| 2. | CG Puigcerdà   | 20 | 11 | 1   | 2   | 6  | 100:81 | 37     |
| 3. | FC Barcelona   | 20 | 10 | 0   | 0   | 10 | 86:86  | 30     |
| 4. | CH Txuri Urdin | 20 | 7  | 2   | 1   | 10 | 79:90  | 26     |
| 5. | CH Gasteiz     | 20 | 6  | 0   | 1   | 13 | 89:126 | 19     |
| 6. | Majadahonda HC | 20 | 4  | 1   | 1   | 14 | 99:133 | 15     |

Sp = Spiele, S = Siege, U = unentschieden, N = Niederlagen, OTS = Overtime-Siege, OTN = Overtime-Niederlage, SOS = Penalty-Siege, SON = Penalty-Niederlage

## Playoffs

### Halbfinale
- CH Jaca – CH Txuri Urdin 2:1 (3:4 n. V., 7:0, 5:3)
- CG Puigcerdà – FC Barcelona 2:0 (4:1, 5:2)

### Finale
- CH Jaca – CG Puigcerdà 3:1 (8:7, 5:1, 1:4, 4:2)